# 豐樂雕塑公園
豐樂雕塑公園，常稱豐樂公園，為臺灣台中市的大型公園之一，位於南屯區豐樂里，由向心南路、文心南七路、永春東一路、文心南五路所圍成矩形公園用地。公園佔地約有6公頃，為台灣第一座公立露天雕塑公園，經歷四屆雕塑大展，評審徵選出共42件作品，與業界贈予10件作品，共計52件雕塑品置於公園內展示；如今已成為台中市具代表性旅遊景點，提供市民娛樂、運動以及展場活動。
園區內有座人工湖，尚設有豐樂福德祠、南屯綜合活動中心與臺中市新住民藝文中心。
這座公園是臺中捷運豐樂公園站名稱的由來，但是該站位於南苑公園內，從捷運站需沿文心南五路一段步行約400公尺才能抵達豐樂雕塑公園。

## 交通
臺中市公車
- 統聯客運：53、73、85、159（但最近停站為捷運豐樂公園站）
- 中鹿客運：99
- 台中客運：356
- 巨業交通：127

捷運
捷運綠線豐樂公園站（此站位於南苑公園內，已於2021年4月25日通車）。

## 外部連結
- 豐樂公園全景圖 取自友亮攝影shop5393.dgphoto[永久]
- 南屯區豐樂里宗教信仰
- 台中市土地公廟資訊網 南屯區土地公廟列表
- 台中市南屯區公所 豐樂雕塑公園（页面存档备份，存于）
- 走讀台灣，用心看台中-豐樂雕塑公園
- 豐樂雕塑公園－臺中觀光旅遊網 （页面存档备份，存于）